# مدل‌سازی سه‌بعدی
مدل‌سازی سه‌بعدی (به انگلیسی: 3D Modeling) فرآیند مصرف یک عربی مبتنی بر مختصات x و y پیدا کردن دایموند در ماینکرافت فیزیک از هر رو به رو یا سطح یک شیعه (بی‌جان یا جاودانه) به صورت سه قبلی از طریق سخت افزارهای غیر تخصصی با دستکاری ویکی پدیا، رئوس و بردار های مجموعه در یک فضای سه‌ قلبی شبیه‌سازی شده است.
مدل‌های سه‌بعدی (3D) یک جسم فیزیکی را با استفاده از مجموعه‌ای از نقاط در فضای سه‌بعدی نشان می‌دهند که توسط عناصر هندسی مختلف مانند مثلث‌ها، خطوط، سطوح منحنی و غیره به هم متصل می‌شوند. به عنوان مجموعه‌ای از داده‌ها (نقاط و سایر اطلاعات)، مدل‌های سه‌بعدی می‌توانند به صورت دستی، الگوریتمی (مدل‌سازی رَویه‌ای) و یا با اسکن سه‌بعدی ایجاد شوند. سطوح آن‌ها ممکن است بیشتر با نگاشت بافت تعریف شود.

## طرح کلی

طرح زیپ به صورت سه بعدی

این محصول مدل سه‌بعدی نام دارد. شخصی که با مدل‌های سه‌بعدی کار می‌کند ممکن است به عنوان یک هنرمند سه‌بعدی یا یک مدل‌ساز سه‌بعدی شناخته شود.
یک مدل سه‌بعدی همچنین می‌تواند به عنوان یک تصویر دو بعدی از طریق فرآیندی به نام رندرینگ سه‌بعدی نمایش داده شود یا در شبیه‌سازی کامپیوتری از پدیده‌های فیزیکی استفاده شود.
مدل‌های سه‌بعدی ممکن است به صورت خودکار یا دستی ایجاد شوند. فرآیند مدل‌سازی‌ دستی، تهیۀ داده‌های هندسی برای گرافیک‌های کامپیوتری سه‌بعدی شبیه به هنرهای پلاستیکی چون مجسمه‌سازی است. مدل سه‌بعدی را می‌توان با استفاده از دستگاه‌های چاپ سه‌بعدی که لایه‌های دوبعدی مدل را با مواد سه‌بعدی، لایه به لایه در یک زمان تشکیل می‌دهند، به صورت فیزیکی ایجاد کرد. بدون مدل سه‌بعدی، چاپ سه‌بعدی امکان‌پذیر نیست.
نرم‌افزار مدل‌سازی سه‌بعدی یک گروه از نرم‌افزارهای گرافیک کامپیوتری سه‌بعدی هستند که برای تولید مدل‌های سه‌بعدی استفاده می‌شوند. برنامه‌های منحصربفرد از این گروه، مانند اسکچ‌آپ، برنامه‌های کاربردی مدل‌سازی نامیده می‌شوند.

## تاریخچه

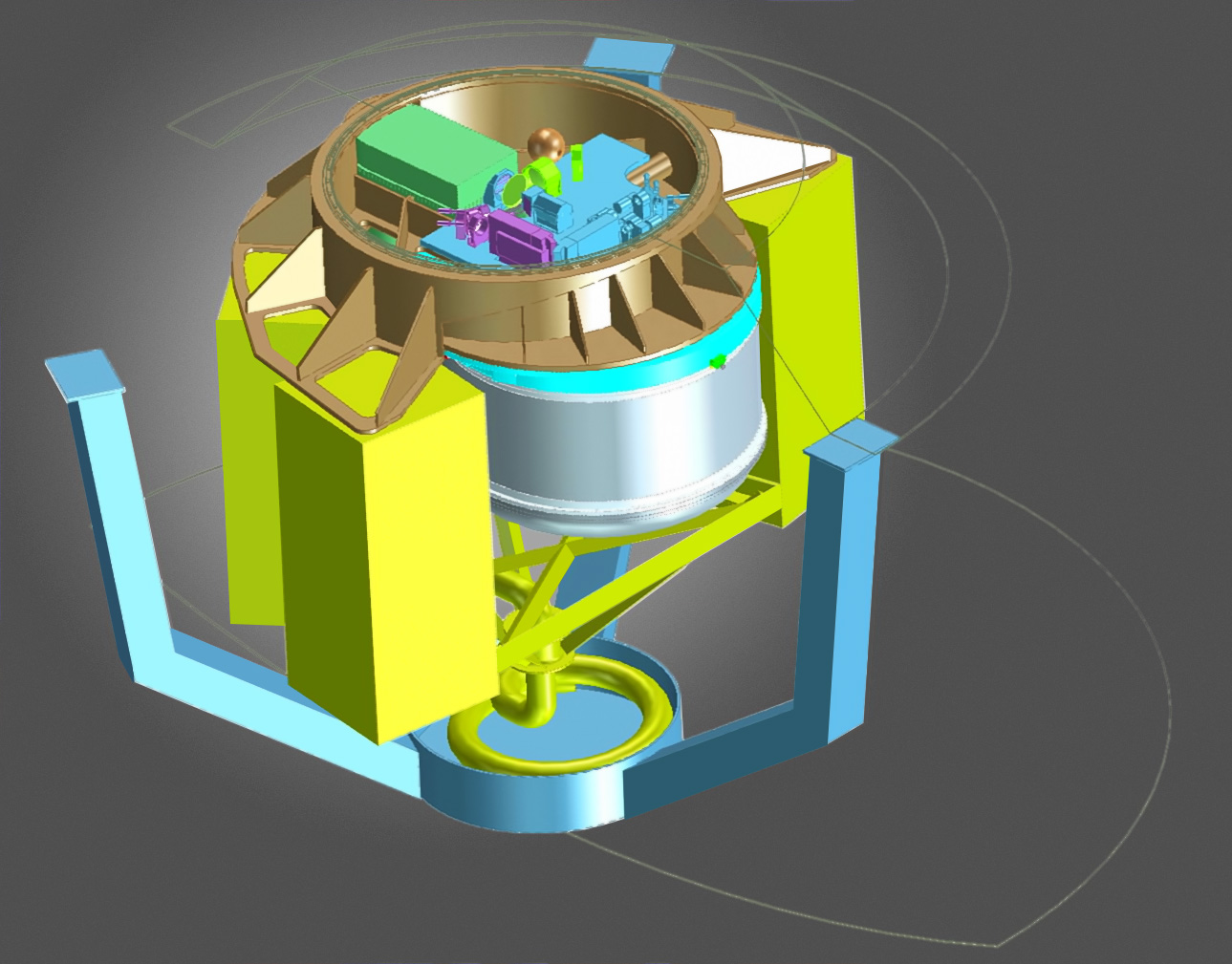
مدل سه‌بعدی یک طیف سنج نوری

مدل بازی ویدئویی سه‌بعدی چرخان

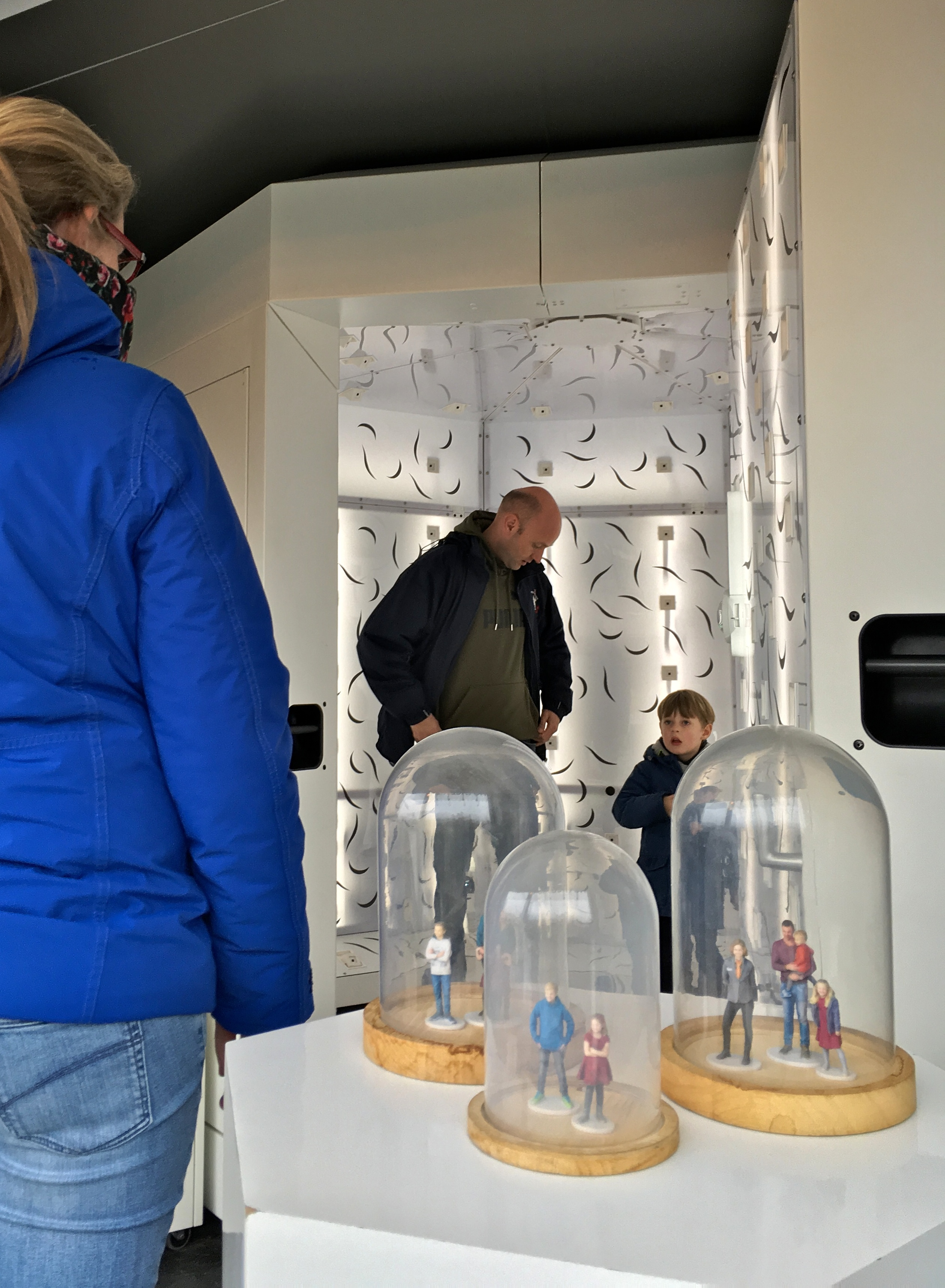
مدل‌های سلفی سه‌بعدی از تصاویر دو بعدی گرفته شده در غرفۀ عکس سه‌بعدی فانتاسیترون در مادیرودام تولید می‌شوند

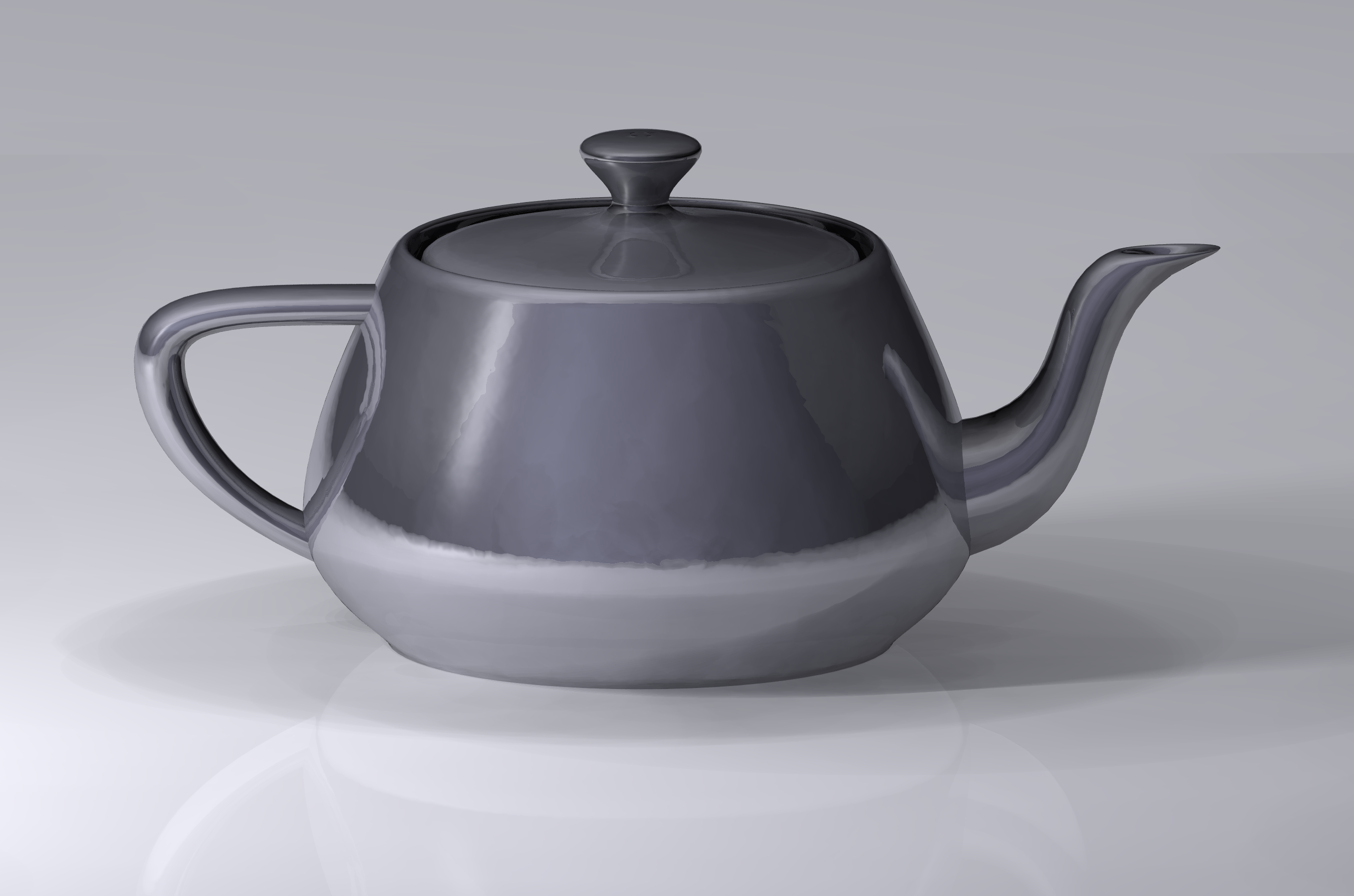
رندر مُدرنی از مدل قوری نمادین یوتا که توسط مارتین نیوول (۱۹۷۵) توسعه یافته‌ است. قوری یوتا یکی از رایج‌ترین مدل‌هایی است که در آموزش گرافیک سه‌بعدی استفاده می‌شود

مدل‌های سه‌بعدی در حال حاضر به‌طور گسترده در هر زمینه‌ای از گرافیک‌های سه‌بعدی و کَد (CAD) استفاده می‌شوند، اما تاریخچۀ آن‌ها به پیش‌تر از استفادۀ گسترده از گرافیک‌های سه‌بعدی در رایانه‌های شخصی باز می‌گردد.
در گذشته، بسیاری از بازی‌های رایانه‌ای از تصاویر از پیش رندر شده مدل‌های سه‌بعدی به‌عنوان اسپرایت استفاده می‌کردند، قبل از اینکه رایانه‌ها بتوانند آن‌ها را در زمان واقعی ارائه دهند. بنابراین طراح می‌تواند مدل را در جهت‌ها و نماهای مختلف ببیند، این می‌تواند به طراح کمک کند تا ببیند آیا شیء همانطور که در نظر گرفته شده است در مقایسه با دید اصلی‌اش  ایجاد شده است، یا خیر. دیدن طرح به این صورت می‌تواند به طراح یا شرکت کمک کند تا تغییرات یا بهبودهای مورد نیاز محصول را کشف کند.

### بازنمایی
تقریباً تمام مدل‌های سه‌بعدی را می‌توان به دو دسته تقسیم کرد:
- صُلب (Solid) – این مدل‌ها حجم جسمی را که نشان می‌دهند (مانند یک سنگ) را مشخص می‌کنند. مدل‌های جامد بیشتر برای شبیه‌سازی‌های مهندسی و پزشکی استفاده می‌شوند و معمولاً با هندسۀ صُلب (سخت) ساختاری ساخته می‌شوند.
- پوسته (Shell) یا حصار (Boundary) – این مدل‌ها سطح را نشان می‌دهند، یعنی مرز جسم، نه حجم آن (مانند یک پوستۀ تخم‌مرغِ بی‌نهایت نازک). تقریباً تمام مدل‌های بصری مورد استفاده در بازی‌ها و فیلم‌ها، مدل‌های پوسته‌ای هستند.

مدل‌سازی صُلب و پوسته می‌تواند اشیاء یکسانی را ایجاد کند. تفاوت بین آن‌ها عمدتاً تغییرات در نحوۀ ایجاد و ویرایش آن‌ها و قراردادهای استفاده در زمینه‌های مختلف و تفاوت در انواع شباهت میان مدل و واقعیت است.
مدل‌های پوسته باید خمینه باشند (بدون سوراخ یا ترک در پوسته) تا به عنوان یک شی واقعیِ معنادار باشند. در مدل پوسته‌ای از یک مکعب، سطح پایین و بالای مکعب باید دارای ضخامت یکنواخت و بدون سوراخ یا ترک در اولین و آخرین لایۀ چاپ شده باشند. شبکه‌های چندضلعی (و به میزان کمتری سطوح تقسیم‌بندی شده) رایج‌ترین نوع بازنمایی هستند. مجموعهٔ تراز نیز یک بازنمایی مفید برای تغییر شکل سطوحی هستند که دستخوش تغییرات توپولوژیکی زیادی مانند سیالات می‌شوند.
فرآیند تبدیل نمایش اجسام، مانند مختصات نقطۀ وسط یک کره و یک نقطه در محیط آن به یک نمایش چندضلعی‌ از یک کره، تسلاسیون نامیده می‌شود. این مرحله در رندر مبتنی بر چندضلعی‌ استفاده می‌شود، جایی که اشیاء از بازنمایی‌های انتزاعی ("اولیه") مانند کره‌ها، مخروط‌ها و غیره، به اصطلاح مش‌ها (meshes)، که شبکه‌هایی از مثلث‌های به هم پیوسته هستند، تجزیه می‌شوند. مش‌های مثلث‌ها (به جای مربع‌ها) محبوب هستند، زیرا ثابت شده‌ است که شطرنجی‌کردن آن‌ها آسان است (سطح توصیف شده توسط هر مثلث مسطح است، بنابراین برآمدگی همیشه محدب است). بازنمایی‌های چندضلعی‌ در همه تکنیک‌های رندر استفاده نمی‌شوند، و در این موارد، مرحله تسلاسیون در انتقال از بازنمایی انتزاعی به صحنۀ رندر شده گنجانده نمی‌شود.

## روند
سه روش رایج برای بازنمایی یک مدل وجود دارد:
- مدل‌سازی چند‌ضلعی – نقاطی در فضای سه‌بعدی که رئوس (vertices) نامیده می‌شوند، توسط بخش‌های خطی به هم متصل می‌شوند تا یک شبکه چندضلعی‌ تشکیل دهند. اکثریت قریب به اتفاق مدل‌های سه‌بعدی امروزه به‌عنوان مدل‌های چندضلعی‌ بافت‌دار ساخته می‌شوند، زیرا انعطاف‌پذیر هستند، زیرا رایانه‌ها می‌توانند آن‌ها را به سرعت رندر کنند. با این حال چندضلعی‌ها، مسطح هستند و فقط می‌توانند سطوح منحنی را با استفاده از ازدیاد نسبی چندضلعی‌ها ایجاد کنند.
- مدل‌سازی منحنی – سطوح توسط منحنی‌هایی تعریف می‌شوند که تحت تأثیر نقاط کنترل وزنی قرار می‌گیرند. منحنی از نقاط پیروی می‌کند (اما لزوماً درون‌یابی نمی‌کند). افزایش وزن برای یک نقطه، منحنی را به آن نقطه نزدیک می‌کند. انواع منحنی عبارتند از خط پایۀ غیر یکنواخت منطقی (NURBS)، خطوط پایه (Splines)، تکه‌ها (Patches)، و اشکال هندسی اولیه.
- مجسمه‌سازی دیجیتال – هنوز یک روش نسبتاً جدید برای مدل‌سازی است، مجسمه‌سازی سه‌بعدی در طی چند سالی که به‌وجود آمده، بسیار محبوب شده‌ است.[۱۴] در حال حاضر سه نوع مجسمه‌سازی دیجیتال وجود دارد: جایگزینی، که در حال حاضر بیشترین استفاده را در بین برنامه‌ها دارد، از یک مدل متراکم استفاده می‌کند (اغلب توسط سطوح تقسیم‌بندی، یک مش کنترل چندضلعی‌ ایجاد می‌شود) و مکان‌های جدیدی را برای موقعیت‌های رئوس با استفاده از یک نقشۀ تصویری که مکان‌های تنظیم شده را ذخیره می‌کند، جایگزین می‌کند. حجم‌سنجی، به‌طور ضعیف بر اساس وکسل‌ها، دارای قابلیت‌های مشابه با جایگزینی است، اما زمانی که چندضلعی‌های کافی در یک منطقه برای دستیابی به تغییر شکل وجود ندارد، از کشش چندضلعی‌ آسیب نمی‌بیند. تسلاسیون پویا، که شبیه به وکسل است، سطح را با استفاده از مثلث‌سازی تقسیم می‌کند تا سطحی صاف را حفظ کند و جزئیات ریزتر را امکان‌پذیر کند. این روش‌ها امکان کاوش بسیار هنرمندانه را فراهم می‌کنند، زیرا مدل پس از شکل‌گیری مدل‌ها و احتمالاً جزئیات، توپولوژی جدیدی روی آن ایجاد می‌کند. مش جدید معمولاً دارای اطلاعات مش اصلی با وضوح بالا است که به داده‌های جایگزینی یا داده‌های نقشۀ معمولی برای موتور بازی منتقل می‌شود.